# Фрутгерст
Фрутгерст (англ. Fruithurst) — місто (англ. town) в США, в окрузі Клеберн штату Алабама. Населення — 235 осіб (2020).

## Географія
Фрутгерст розташований за координатами 33°43′46″ пн. ш. 85°25′52″ зх. д. / 33.72944° пн. ш. 85.43111° зх. д. (33.729539, -85.431249).  За даними Бюро перепису населення США в 2010 році місто мало площу 2,59 км², уся площа — суходіл.

## Демографія
Згідно з переписом 2010 року, у місті мешкали 284 особи в 110 домогосподарствах у складі 79 родин. Густота населення становила 110 осіб/км².  Було 131 помешкання (51/км²).
Расовий склад населення:
| - 98,2 % — білих - 1,1 % — корінних американців - 0,4 % — азіатів |

До двох чи більше рас належало 0,4 %. Частка іспаномовних становила 0,0 % від усіх жителів.
За віковим діапазоном населення розподілялося таким чином: 27,5 % — особи молодші 18 років, 60,2 % — особи у віці 18—64 років, 12,3 % — особи у віці 65 років та старші. Медіана віку мешканця становила 37,0 року. На 100 осіб жіночої статі у місті припадало 90,6 чоловіків;  на 100 жінок у віці від 18 років та старших — 94,3 чоловіків також старших 18 років.
Середній дохід на одне домашнє господарство  становив 46 610 доларів США (медіана — 35 625), а середній дохід на одну сім'ю — 56 568 доларів (медіана — 47 708). За межею бідності перебувало 13,5 % осіб, у тому числі 16,0 % дітей у віці до 18 років та 3,1 % осіб у віці 65 років та старших.
Цивільне працевлаштоване населення становило 117 осіб. Основні галузі зайнятості: виробництво — 33,3 %, будівництво — 14,5 %, освіта, охорона здоров'я та соціальна допомога — 11,1 %, мистецтво, розваги та відпочинок — 10,3 %.